# Agios Georgios (Latsia)
Agios Georgios (griechisch Άγιος Γεώργιος) ist der größte Bezirk der Gemeinde und Stadt Latsia im Bezirk Nikosia auf Zypern.

## Geografie

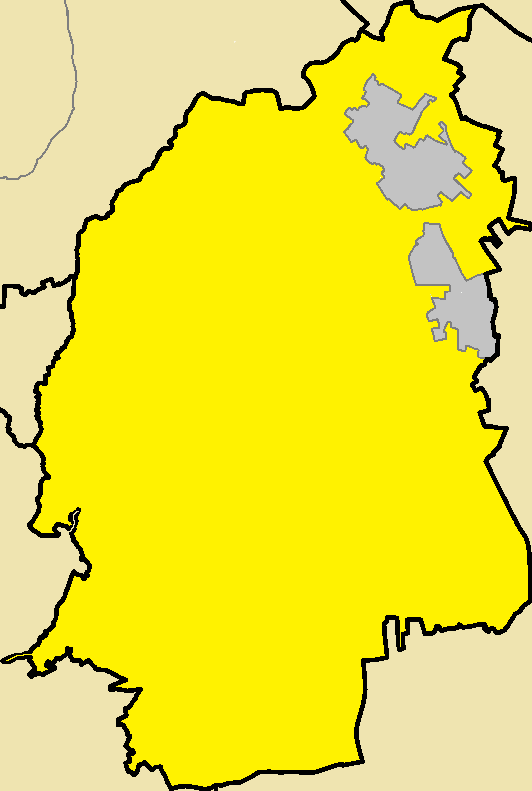
Lage in Latsia

Agios Georgios umschließt den Bezirk Agios Eleftherios im Nordosten. Im Norden grenzt es an die Gemeinde Strovolos, im Nordosten an Aglandzia, im Osten an Geri und dem weiteren Bezirk Archangelos Michail, im Südosten an Dali, im Süden an Nisou, im Südwesten an Tseri und im Nordwesten an Lakatamia.

## Bevölkerung
Bei der letzten Bevölkerungszählung im Jahr 2011 wurden 13.046 Einwohner in Agios Georgios gezählt, und in Latsia insgesamt 16.774.

## Kultur und Sehenswürdigkeiten
- Die Agios-Georgios-Kirche (griechisch Άγιος Γεώργιος) ist eine griechisch-orthodoxe Kirche und befindet sich im Zentrum von Latsia.[4]
- Das Cyprus Museum of Natural History ist ein naturhistorisches Museum im Carlsberg-Fabrikkomplex in Latsia mit einer Sammlung von etwa 2500 Exponaten. Meist sind des ausgestopfte Tiere sowie Mineralien, Fossilien, und mehr.[5] Es liegt im Süden von Latsia und Agios Georgios.[4]